# Eufrozyna Weber
Eufrozyna Weber z domu Beyga (ur. 27 grudnia 1884 w Grodzisku Wielkopolskim, zm. 1935 w Krakowie) – polska działaczka społeczno-narodowościowa, organizatorka Polskiego Czerwonego Krzyża w Rybniku.

## Życiorys
Urodziła się 27 grudnia 1884 roku w Grodzisku Wielkopolskim. Jej ojciec Franciszek był piekarzem. W Grodzisku ukończyła szkołę powszechną. Wychowana w duchu patriotyzmu, uczęszczała na kursy gospodarstwa domowego dla dziewcząt, gdzie potajemnie uczono również historii Polski i polskiej literatury. W 1907 wyszła za mąż za Władysława Webera. Po ślubie przeprowadziła się do Rybnika, gdzie jej mąż pracował jako urzędnik. W 1908 urodziła córkę Wandę, w kolejny latach przyszły na świat córki: Magdalena (1915), Felicja (1921), Maria (1924). W Rybniku udzielała się w Towarzystwie Czytelni Ludowych, które organizowało m.in. propagujące polskość kursy, wykłady i występy teatralne. W okresie plebiscytu i powstań śląskich była współzałożycielką, a następnie przewodniczącą Towarzystwa Polek. Pomagała emigrantom polskim przybywającym na teren Śląska. W trakcie III powstania śląskiego założyła Komitet Opiekuńczy Pań, którego zadaniem była m.in. opieka nad chorymi i rannymi powstańcami. W 1922 Władysław Weber został burmistrzem Rybnika, co ułatwiło Eufrozynie jeszcze większe zaangażowanie w działalność społeczną i charytatywną. Działała m.in. w Towarzystwie Czytelni Ludowych, Towarzystwie Polek, Caritas. Zorganizowała Oddział Powiatowy Polskiego Czerwonego Krzyża w Rybniku, którego została przewodniczącą. Pracując dla PCK prowadziła odczyty i pogadanki związane z higieną, troszczyła się o sierocińce i domy starców, zajmowała się bezrobotnymi, organizowała kolonie zdrowotne dla dzieci. Zmarła w Krakowie, a pochowana została w Rybniku.

## Upamiętnienie
W 1936 roku powołano Komitet Społeczno-Sanitarny, którego celem było wybudowanie budynku PCK w Rybniku, którego Eufrozyna Weber była pomysłodawczynią. W ścianę gmachu wmurowano przed II wojną światową tablicę pamiątkową poświęconą Eufrozynie Weber oraz jest współpracownicy Jadwigi Białowej. W czasie wojny tablica była przechowywana w ukryciu, obecnie wmurowana jest w ścianę budynku przy ul. Bolesława Chrobrego 16 w Rybniku.
W Szczejkowicach działa Klub Honorowych Dawców Krwi im. Eufrozyny Weber.
Eufrozyna Weber jest również upamiętniona na Rybnickim Szlaku Kobiet.